# The Traitor
The Traitor (italienska: Il traditore) är en italiensk-fransk-brasiliansk biografisk dramafilm från 2019 i regi av Marco Bellocchio

## Utmärkelser
Filmen vann David di Donatello för bästa film 2020.

## Roller (urval)
- Pierfrancesco Favino – Tommaso Buscetta
  - Giovanni Crozza – Tommaso Buscetta, som ung
- Maria Fernanda Cândido – Maria Cristina de Almeida Guimarães
- Fabrizio Ferracane – Giuseppe Calò
- Fausto Russo Alesi – domare Giovanni Falcone
- Luigi Lo Cascio – Salvatore Contorno
- Nicola Calì – Salvatore Riina
- Giovanni Calcagno – Gaetano Badalamenti
- Goffredo Maria Bruno – Stefano Bontate
- Massimiliano Ubaldi – Giovanni Brusca
- Pippo Di Marca – Giulio Andreotti